# 許丙丁
許丙丁（1899年9月24日—1977年7月19日），字鏡汀，號綠珊盦主人，日治時期曾取日本名「本山泰若」。臺灣臺南人，南管音樂推廣與愛好者、政治人物，臺灣日治時期曾任警務人員。戰後任臺南市議會參議員、市議員，亦是著名的流行音樂家，文學家。

## 生平

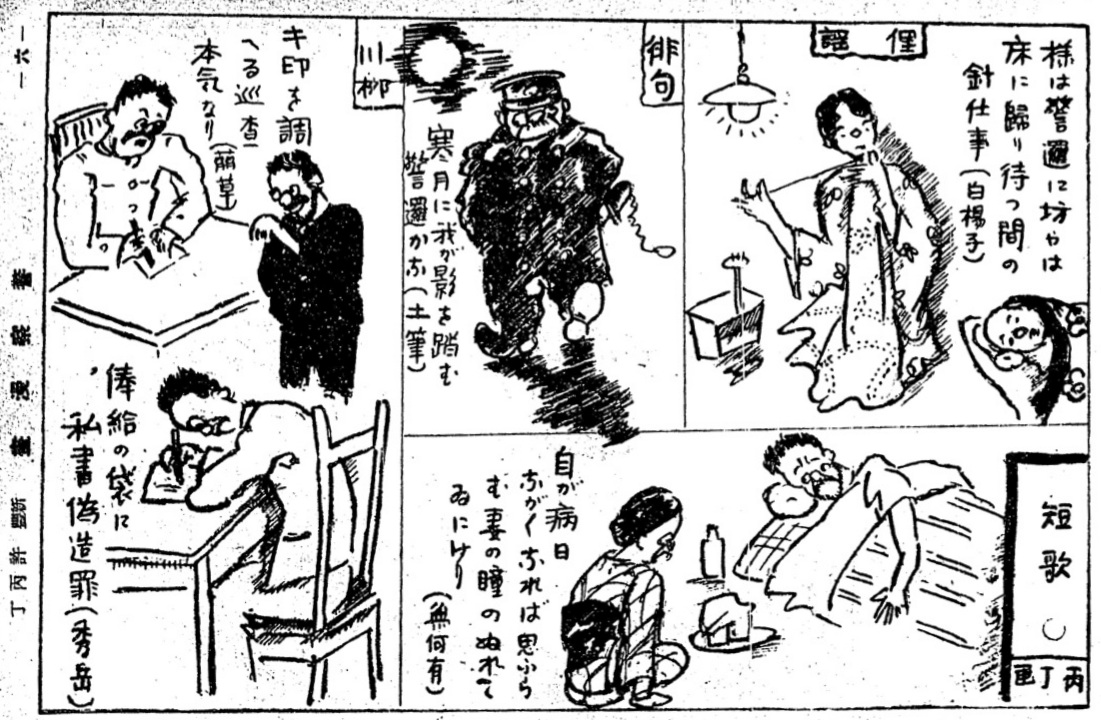
許丙丁1930年代發表在《臺灣警察時報》上的「警察漫畫」一則。

許丙丁在戶籍資料登記是明治三十三年（1900年）1月2日出生於臺南大銃街（現臺南市北區自強街），然而事實上許丙丁出生於農曆八月初一（1899年9月24日）。
在童年時喜歡去家附近的關帝廟、下太子廟、大天后宮聽人講古。
大正九年（1920年），許丙丁考入臺北警官練習所特別科，訓練三個月後以總督府巡查身分成為臺南州巡查。大正十四年（1925年）升任臺南州巡查部長。在任職警務人員時期因對傳統音樂頗為愛好，在公餘除了於1924年參加「桐侶吟社」的音樂社團外，也組織京劇「天南平劇社」推廣傳統音樂。
1921年（大正十年）6月23日，許丙丁發表〈公園步月〉在《臺南新報》上，成為首篇發表作品。此外也在《臺灣警察時報》、《臺灣警察協會雜誌》發表漫畫。
昭和十九年（1944年），許丙丁辭去警察。他匯集實際警察工作經驗，同年以日本名「本山泰若」出版《實話探偵秘帖》，書前還有辯護士（律師）坂井德章（湯德章）的序文。
戰後，許丙丁轉任政壇，當選臺南市參議員。二二八事件時，臺南市二二八處理委員會治安組長由湯德章擔任，許丙丁曾出任代理組長。1950年，參選第一屆市議員選舉未果，1952年，當選第二屆市議員。1954年連任第三屆市議員，當中曾爭取議長，然而在國民黨黨內初選失敗。
退休之後，轉任台南市文獻委員會委員。戰後期間，他根據南管古調填詞成臺語流行歌曲，此類音樂計有《六月茉莉》、卜卦調、牛犁歌等知名歌曲。
1970年，許丙丁曾在其義女楊麗花的電影《回來安平港》、《天黑黑要落雨》中客串。
除了音樂，許丙丁亦涉及文藝創作；曾於月刊刊載的臺灣章回漫畫《小封神》，其作者正是許丙丁。
1974年，許丙丁出任臺南救濟院第六任董事長。1976年臺南救濟院更名為仁愛之家後，許丙丁出任董事長。
1977年7月19日（農曆六月四日），許丙丁因心臟病發逝世。葬於永康墓地。

## 家庭
- 許丙丁育有一子六女，長子許勝夫曾任臺南市議會第八屆市議員。女兒許菊美為第九、十屆市議員。

## 外部連結
- 懷念台灣音樂家系列之五
- 「許丙丁：牛犁歌」作者許芳源